# Pierre Henry
Pierre Henry (Parigi, 9 dicembre 1927 – Parigi, 5 luglio 2017) è stato un compositore francese, tra i primi artisti a sfruttare le possibilità dei registratori a nastro e considerato uno dei pionieri della musica concreta assieme a Pierre Schaeffer.

## Biografia
Nato il 9 dicembre 1927 da un dottore e una farmacista, Henry studiò al conservatorio di Parigi sotto Nadia Boulanger, Félix Passerone e Olivier Messiaen.
Successivamente, nel 1949, si unì al Club d'Essai: il circolo di artisti di musica concreta di Pierre Schaeffer che operava presso la nuovissima Radiodiffusion-Télévision Française (RTF). Assieme a Schaeffer, Henry compose la Symphonie pour un homme seul (1949-1950), realizzata usando i suoni pre-registrati del corpo umano. In solitaria realizzò il noto Concerto des ambiguités (1950) per due pianoforti e Le microphone bien tempéré (1951). Nel 1952 Henry incise una composizione commissionata per il film Astrologie ou le miroir de la vie di Jean Grémillon, considerata la prima traccia di musica concreta utilizzata in una colonna sonora cinematografica mentre, l'anno seguente, registrò con Messiaen Timbres-durees.
Dopo aver smesso di collaborare per l'RTF nel 1958, Henry fondò lo studio di registrazione personale APSOME (Applications de Procédés Sonores en Musique Électroacoustique). Del 1961 è La noire a Soixante, ove coesistono musica concreta ed elettronica pura, mentre, durante l'anno seguente, realizzò Le Voyage, opera che si rifà al libro dei morti tibetano.
Negli anni sessanta la sua musica iniziò a presentare una spiccata spiritualità come confermano La messe de Liverpool (1968), commissionata in occasione dell'inaugurazione della Metropolitan cathedral of Christ the King di Liverpool, e L'Apocalypse de Jean (1968); negli stessi anni, il compositore francese ebbe anche modo di cimentarsi nella musica rock e jazz con Messe Pour Le Temp Present (1967), considerato uno dei suoi capolavori e collaborando con gli Spooky Tooth. Futuriste (1975) è un omaggio a Luigi Russolo e la sua Arte dei rumori.
Henry viene considerato un "padrino" della techno: a conferma di ciò, alcuni suoi brani vennero remixati da artisti come Fatboy Slim, Funki Porcini, DJ Vadim e William Orbit.
Il compositore tornò a flirtare con la musica rock a cavallo tra gli anni novanta e duemila assieme ai Violent Femmes.
Henry morì il 5 luglio 2017. Gli sopravvisse la moglie Isabelle Warnier.